# Os Dias Eram Assim
Os Dias Eram Assim é uma "supersérie" brasileira produzida e exibida pela TV Globo de 17 de abril a 18 de setembro de 2017, em 88 capítulos. Foi a sétima trama a ser exibida na faixa de novelas das 23 horas. Apesar de ser exibida e anunciada como "supersérie", posteriormente passou a ser oficialmente denominada como novela nas mídias oficiais da Globo, como no Globoplay.
Escrita por Angela Chaves e Alessandra Poggi, teve a colaboração de Guilherme Vasconcelos e Mariana Torres, conta com a direção geral de Gustavo Fernandez e direção geral e artística de Carlos Araújo. Foi a primeira produção anunciada e exibida como "supersérie" — uma obra dramatúrgica similar às novelas mas com formato de série para a faixa das 23 horas do canal, sendo que até Liberdade, Liberdade (2016) a faixa era denominada como de "novelas das onze".
Contou com as participações de Sophie Charlotte, Renato Góes, Daniel de Oliveira, Maria Casadevall, Gabriel Leone, Caio Blat, Susana Vieira e Antonio Calloni.

## Enredo
A trama se inicia em 21 de junho de 1970, data da final da Copa do Mundo, do qual o Brasil sai vitorioso. Em meio as comemorações e o contraste político e social desolador, promovido pela Ditadura Militar, Alice (Sophie Charlotte) e Renato (Renato Góes) se conhecem, iniciando uma história de amor que irá durar por quase 20 anos, passando por diversos eventos históricos até as Diretas Já.
O médico Renato é filho primogênito de Vera (Cássia Kis), dona de uma livraria em Copacabana, cujos irmãos são engajados cada um a seu modo. Gustavo (Gabriel Leone) sai às ruas pela liberdade, enquanto Maria (Carla Salle) usa a arte para se expressar e manifestar.
Criada numa família conservadora, Alice é filha de Arnaldo (Antonio Calloni), empreiteiro apoiador do regime vigente e que executa obras para o Governo. Batendo de frente com o pensamento do pai, que vive em conflito com Kiki (Natália do Vale), pelo fato da esposa não conseguir controlar a filha, a estudante de Letras contraria o desejo imposto pela família e deixa Vitor (Daniel de Oliveira), braço direito do pai na empreiteira, com quem namora há anos. Inconformado, Vitor arma para que Renato seja acusado de subversão e consiga retomar o romance.
Forçado a sair do País, Renato parte para o Chile e espera que Alice o acompanhe, mas ela acaba por não embarcar. No exterior, conhece a médica Rimena (Maria Casadevall), cujos interesses se revelam mútuos. Durante a Anistia, Renato retorna ao Brasil e se reencontra com Alice, trazendo à tona os mesmos sentimentos.

## Elenco
| Intérprete          | Personagem                      |
| ------------------- | ------------------------------- |
| Sophie Charlotte    | Alice Sampaio Pereira           |
| Renato Góes         | Renato Reis                     |
| Daniel de Oliveira  | Vitor Dumonte                   |
| Maria Casadevall    | Rimena Garcia                   |
| Gabriel Leone       | Gustavo Reis                    |
| Susana Vieira       | Cora Dumonte                    |
| Antonio Calloni     | Arnaldo Sampaio Pereira         |
| Natália do Vale     | Quitéria Sampaio Pereira (Kiki) |
| Cássia Kis          | Vera Reis                       |
| José de Abreu       | Ernesto Duarte                  |
| Marco Ricca         | Delegado Olavo Amaral           |
| Felipe Simas        | Caique Sampaio Pereira          |
| Julia Dalavia       | Fernanda Sampaio (Nanda)        |
| Maurício Destri     | Leon                            |
| Konstantinos Sarris | Rudá Sampaio Pereira            |
| Marcos Palmeira     | Antônio Sampaio (Toni)          |
| Letícia Spiller     | Monique Lira Sampaio            |
| Carla Salle         | Maria Reis                      |
| Nando Rodrigues     | Hugo Cabral                     |
| Bárbara Reis        | Cátia Andrade                   |
| Mariana Lima        | Natália Andrade                 |
| Bukassa Kabengele   | Josias Andrade                  |
| João Pedro Zappa    | Sérgio Amaral (Serginho)        |
| Alfredo Castro      | Hernando Garcia                 |
| Julianne Trevisol   | Sara                            |
| Juliane Araújo      | Ive Batista                     |
| Izak Dahora         | Domingos Nunes                  |
| Júlio Machado       | Marcos                          |
| Ricardo Blat        | Sandoval Freitas                |
| Melissa Vettore     | Eunice Amaral                   |
| Ana Miranda         | Dalva Nunes                     |
| Pedro Chagas        | Domingos Nunes                  |
| Rose Abdallah       | Magali                          |
| Mário Mendes        | Jeremias Vidal                  |
| Cyria Coentro       | Laura Garcia                    |
| Maureen Miranda     | Dolores Santana                 |
| Kíria Malheiros     | Esperança Sampaio               |
| Luiz Felipe Mello   | Valentim Garcia Reis            |
| Xande Valois        | Lucas Sampaio Dumonte           |
| Isabella Koppel     | Gabriela Sampaio Dumonte        |

### Participações especiais
| Intérprete             | Personagem                             |
| ---------------------- | -------------------------------------- |
| Caio Blat              | Túlio Menezes                          |
| Carlos Vereza          | Dr. Vicente                            |
| Nicola Siri            | Daniel Carvalho                        |
| José Loreto            | Chico                                  |
| Guilherme Prates       | Ben                                    |
| João Vithor Oliveira   | Breno                                  |
| Luca de Castro         | Dr. Rubens                             |
| Felipe Rocha           | Julinho Nascimento                     |
| Paulo Leal             | Samuel                                 |
| André Garolli          | Padre Nuno                             |
| Vitor Novello          | Aluno de Natália                       |
| Bruno Montaleone       | Aluno de Natália                       |
| Zeca Camargo           | Apresentador do Festival dos Festivais |
| Letícia Braga          | Fernanda Sampaio (Nanda) (criança)     |
| Bernardo Velascos      | Rudá Sampaio (criança)                 |
| Alexandre Colman       | Caique Sampaio (criança)               |
| Luz Jiménez            | Luz                                    |
| Maria Assunção         | Socorro das Neves                      |
| Ravel Cabral           | Mascarenhas                            |
| Andressa Lameu         | France                                 |
| Eduardo Parlagreco     | Charles                                |
| Darília Oliveira       | Dandara                                |
| Gustavo Damascena      | Policial/Pastor Damião                 |
| Matheus Dantas         | Valentim Garcia Reis                   |
| Maria Carolina Basilio | Gabriela Sampaio                       |
| Thales Terra           | Lucas Sampaio                          |
| Manu Papera            | Esperança Sampaio                      |
| Mabel Cezar            | Repórter                               |
| Thales Coutinho        | Motorista de Vitor                     |
| Bruno Balthazar        | Policial                               |
| Alexandre Mofatti      | Policial                               |
| Bete Mendes            | Ela mesma (depoimento)                 |
| Glória Maria           | Ela mesma (depoimento)                 |
| Irene Ravache          | Ela mesma (depoimento)                 |
| Tony Ramos             | Ele mesmo (depoimento)                 |
| Bruna Caram            | Ela mesma (depoimento)                 |
| Débora Bloch           | Ela mesma (depoimento)                 |

## Produção
Marca a estreia de Ângela Chaves e Alessandra Poggi como autoras titulares, após terem colaborado com autores como Gilberto Braga, Manoel Carlos e Miguel Falabella.
Inicialmente com o título provisório de Em Nome do Amor, a história seria formalmente uma novela, exibida às 18 horas, apenas no segundo semestre de 2018. Porém, com o cancelamento de uma história de Claudia Lage, que se passaria no Sufrágio feminino na década de 1920, a novela foi reagendada outras duas vezes: estrearia em março de 2018, e posteriormente em setembro de 2017, substituindo Novo Mundo. Porém, após reanálise de sinopse e com o cancelamento de Jogo da Memória, história de Lícia Manzo transformada em minissérie, Silvio de Abreu deslocou-a para as 23 horas, sob a denominação de supersérie.
Como a denominação de Em Nome do Amor pertence ao SBT, a Globo descartou o título, cogitando Flores e Canhões, Pra Frente Brasil! e Os Dias Eram Assim, este último escolhido por ser verso da música de Ivan Lins regravada para a abertura.
Carol Castro deixou o elenco devido a descoberta de sua gravidez, o que ocasionou a entrada de Maria Casadevall em seu lugar. Protagonista da história, Renato Góes havia sido primeiramente escalado para A Lei do Amor, tendo participado do lançamento e feito a caracterização de seu personagem, no entanto, acabou cedido pela produção das 21 horas, a tramas das 23 horas. Antes de ser confirmado no papel de Vitor, Daniel de Oliveira foi cogitado como um dos filhos de Vera, personagem de Cássia Kis.
As gravações começaram em 16 de janeiro no arquipélago de Chilóe, no Chile, tendo duração de duas semanas. No Rio de Janeiro, as primeiras cenas foram rodadas nos bairros Glória, Catete, Santa Teresa, Urca e Centro.

## Exibição
Apesar de estrear na TV aberta apernas em 17 de abril de 2017, o primeiro capítulo foi disponibilizado exclusivamente para os assinantes da Globoplay uma semana antes, no dia 10 de abril.

## Repercussão
A trama foi criticada por espectadores que acreditavam se tratar de uma descontextualização histórica, e de uma suposta pasteurização e espetacularização de um tema social complexo, semelhante ao que ocorreu com às minisséries Anos Rebeldes (1992) e Queridos Amigos (2008), que também trataram do mesmo tema. A minissérie supostamente funcionaria como um álibi da TV Globo para as cobranças acerca da cobertura parcial do Jornal Nacional sobre eventos como o escândalo do mensalão e o processo de impeachment de Dilma Roussef, onde a ditadura militar seria apresentada mesmo sem ser relacionada aos problemas contemporâneos do Brasil.
Ideias essas rechaçadas por espectadores que destacaram o debate do estigma do HIV e a crise de AIDS no Brasil dos anos 1970 e 1980, e dos depoimentos de pessoas censuradas ou perseguidas pela ditadura militar no mesmo período, além da trama explicitamente crítica ao período e seus defensores. Pela abordagem do tema chegou a ser classificada de "propaganda comunista" por veículos de extrema-direita.

## Audiência
O primeiro capítulo exibido no dia 17 de abril estreou com 22,7 pontos, índice considerado baixo para o horário desde sua retomada em 2011. No dia 24 de abril a supersérie cravou 27 pontos na Grande São Paulo e 26 pontos no Rio de Janeiro. Seu pior índice foi no dia 11 de maio quando registrou apenas 11,4 pontos.
Por conta dos índices baixos na quinta feira, a supersérie teve seu horário invertido com o seriado Vade Retro, e no dia 25 de maio registrou 23 pontos sendo o seu melhor desempenho em relação as quintas anteriores.
No dia 19 de junho a supersérie registrou 30 pontos na Grande São Paulo e 32 no Rio de Janeiro.
No dia 11 de setembro a supersérie bateu seu recorde, marcando 32 pontos na Grande São Paulo e 33 no Rio de Janeiro.
O último capítulo da supersérie registrou 31 pontos. Teve média geral de 21 pontos, sendo a maior média geral de uma novelas das 23h.

## Trilha Sonora
A abertura da supersérie é cantada pelos protagonistas Sophie Charlotte, Renato Góes, Gabriel Leone, Daniel de Oliveira e Maria Casadevall que gravaram uma versão de "Aos Nossos Filhos", canção de Ivan Lins.
A trilha sonora foi lançada numa versão com dois CDs e 27 músicas, em LP, lançado pela Polysom, com 11 músicas, numa tiragem limitada e também foi lançado para streaming e download digital. A trilha foi lançada pela gravadora Som Livre.
O lançamento de uma trilha sonora de novela no formato "LP" pela Som Livre não acontecia desde 1997, desde então todas as trilhas de novela foram lançados em CD e alguns poucos em K7. A última trilha sonora de novela lançada foi a primeira trilha da novela A Indomada, com Adriana Esteves na capa.

### Versão CD
Disco 1
1. "Aos Nossos Filhos" - Sophie Charlotte, Daniel de Oliveira, Renato Góes, Gabriel Leone, Maria Casadevall
2. "Linguagem do Alunte" - Novos Baianos
3. "Divino, Maravilhoso" - Gal Costa
4. "Sangue Latino" - Secos & Molhados
5. "Deus Lhe Pague" - Chico Buarque
6. "Atômico, Platônico" - Vanusa
7. "A Lua Girou" - Milton Nascimento
8. "Nossa Canção" - Roberto Carlos
9. "Tempo Perdido" - Tiago Iorc
10. "Como Vai Você" - Johnny Hooker
11. "Eu Te Amei Como Pude" (Feito Gente) - Walter Franco
12. "Ando Meio Desligado" - Os Mutantes
13. "Flores Astrais" - Secos & Molhados

Disco 2
1. "Amor" - Secos & Molhados
2. "É Preciso Dar Um Jeito, Meu Amigo" - Erasmo Carlos
3. "Índios" - Legião Urbana
4. "Menino do Rio" - Baby Consuelo
5. "Mixturação" - Walter Franco
6. "Não Sei Dançar" - Marina Lima
7. "20 e Poucos Anos" - Fábio Jr.
8. "Joana Francesa" - Chico Buarque
9. "Deus Lhe Pague'' (ao vivo) - Elis Regina
10. "Aquele Abraço" - Gilberto Gil
11. "Fala" - Secos & Molhados
12. "Podes Crer, Amizade" - Tony Tornado
13. "Sociedade Alternativa" - Raul Seixas
14. "Cálice" - Chico Buarque e Milton Nascimento

### Versão LP
1. ''Aos Nossos Filhos'' - Sophie Charlotte, Daniel de Oliveira, Renato Góes, Gabriel Leone, Maria Casadevall
2. ''Linguagem do Alunte'' - Novos Baianos
3. ''Sangue Latino'' - Secos & Molhados
4. ''Deus Lhe Pague'' (ao vivo) - Elis Regina
5. ''Como Vai Você'' - Johnny Hooker
6. ''A Lua Girou'' - Milton Nascimento
7. ''Ando Meio Desligado'' - Os Mutantes
8. ''Eu Te Amei Como Pude'' (Feito Gente) - Walter Franco
9. ''Nossa Canção'' - Roberto Carlos
10. ''Não Sei Dançar'' - Marina Lima
11. ''Tempo Perdido'' - Tiago Iorc

Outras canções não incluídas:
- ''Pra Não Dizer Que Não Falei das Flores'' - Geraldo Vandré
- ''Ideologia'' - Cazuza
- ''Como Nossos Pais'' - Belchior
- ''Podres Poderes'' - Caetano Veloso
- "Até Quando Esperar" - Plebe Rude
- ''Rosa de Hiroshima'' - Secos & Molhados
- "Pra Frente Brasil" - Coral de JOAB
- ''Gracias a la Vida'' - Grupo Tarancón
- ''Que País é Este?'' - Legião Urbana
- ''Sol de Primavera'' - Beto Guedes
- ''O Bêbado e a Equilibrista - Elis Regina
- ''Todo o Amor Que Houver Nessa Vida'' - Barão Vermelho
- ''Maracatu Atômico'' - Chico Science e Nação Zumbi
- ''Inútil'' - Ultraje a Rigor
- ''Roda Viva'' - Chico Buarque
- ''Pétala'' - Djavan
- ''Congênito'' - Luiz Melodia
- ''O Leãozinho'' - Caetano Veloso
- ''20 Anos Blue'' - Elis Regina
- ''Você é Linda'' - Caetano Veloso
- ''Eu Te Amo'' - Chico Buarque e Telma Costa
- ''Noite e Dia'' (Night and Day) - Nelson Gonçalves
- ''Que Será?'' - Dalva de Oliveira
- ''Coração de Estudante'' - Milton Nascimento
- "Debaixo dos Caracóis dos Seus Cabelos" - Gabriel Leone
- ''Tempos Modernos'' - Lulu Santos
- ''Copacabana'' - Dick Farney
- ''Pueblos Americanos'' - Grupo Tarancón
- ''Depois de Ter Você'' - Maria Bethânia
- "Aquele Abraço" (versão acústico MTV) - Gilberto Gil
- "Balada do Louco" - Mauricio Destri

### Instrumental
Foi lançado também o álbum com a trilha sonora incidental da série Os Dias Eram Assim, escrita por Victor Pozas e Eduardo Queiroz. O álbum foi lançado apenas para streaming, nas plataformas digitais.
Lista de faixas
1. ''Compasso''
2. ''Alicia''
3. ''Simulacro''
4. ''Reveurs''
5. ''Le Fleur''
6. ''Raposa''
7. ''Delicat''
8. ''Minha Mentira''
9. ''Vera''
10. ''Chiloe''
11. ''Nanda''
12. ''Seduce''
13. ''Chile''
14. ''Leblon 80''
15. ''Black Suit''
16. ''Fantomas''
17. ''Claridade''
18. ''Grades de Ferro''
19. ''Futuro Obtuso''
20. ''Meu Corpo Quer Você''
21. ''Vou Contigo''
22. ''Scaffold''
23. ''Quadricula''
24. ''Subversivo''
25. ''Saints''
26. ''Makta''
27. ''Eleze''
28. ''Jupiter''
29. ''Sogni''
30. ''Pluie''
31. ''Selfish''
32. ''Casa Aberta''
33. ''Debris''
34. ''Amaral''
35. ''Ambicio''
36. ''Speir''
37. ''Menace''
38. ''Dorm a la Falda''
39. ''Ferro Frio''
40. ''Nouveau''
41. ''Intrigante''
42. ''Resistência''

## Prêmios e indicações
| Ano  | Prêmio                      | Categoria                                    | Indicado                                                                                                  | Resultado |
| ---- | --------------------------- | -------------------------------------------- | --- | --------- |
| 2017 | Prêmio Jovem Brasileiro     | Melhor Atriz                                 | Sophie Charlotte                                                                                          | Indicado  |
| 2017 | Prêmio Jovem Brasileiro     | Melhor Ator                                  | Gabriel Leone                                                                                             | Indicado  |
| 2017 | Melhores do Ano             | Melhor Atriz de Série, Minissérie ou Seriado | Sophie Charlotte                                                                                          | Indicado  |
| 2017 | Melhores do Ano             | Melhor Atriz de Série, Minissérie ou Seriado | Julia Dalavia                                                                                             | Indicado  |
| 2017 | Melhores do Ano             | Melhor Ator de Série, Minissérie ou Seriado  | Renato Góes                                                                                               | Indicado  |
| 2017 | Troféu APCA                 | Melhor Novela                                | Ângela Chaves e Alessandra Poggi                                                                          | Indicado  |
| 2017 | Troféu APCA                 | Melhor Ator                                  | Daniel de Oliveira                                                                                        | Indicado  |
| 2017 | Troféu APCA                 | Melhor Ator                                  | Marco Ricca                                                                                               | Indicado  |
| 2017 | Prêmio Contigo! Online 2017 | Melhor Série ou Minissérie                   | Ângela Chaves e Alessandra Poggi                                                                          | Indicado  |
| 2017 | Prêmio Contigo! Online 2017 | Melhor Atriz de Série ou Minissérie          | Sophie Charlotte                                                                                          | Indicado  |
| 2017 | Prêmio Contigo! Online 2017 | Melhor Atriz de Série ou Minissérie          | Julia Dalavia                                                                                             | Indicado  |
| 2017 | Prêmio Contigo! Online 2017 | Melhor Atriz de Série ou Minissérie          | Susana Vieira                                                                                             | Indicado  |
| 2017 | Prêmio Contigo! Online 2017 | Melhor Ator de Série ou Minissérie           | Renato Góes                                                                                               | Indicado  |
| 2017 | Prêmio Contigo! Online 2017 | Melhor Ator de Série ou Minissérie           | Gabriel Leone                                                                                             | Indicado  |
| 2017 | Prêmio Contigo! Online 2017 | Melhor Ator de Série ou Minissérie           | Daniel de Oliveira                                                                                        | Indicado  |
| 2017 | Prêmio F5                   | Melhor Série ou Minissérie                   | Ângela Chaves e Alessandra Poggi                                                                          | Indicado  |
| 2017 | Prêmio F5                   | Melhor Atriz de Série ou Minissérie          | Sophie Charlotte                                                                                          | Indicado  |
| 2017 | Prêmio F5                   | Melhor Atriz de Série ou Minissérie          | Julia Dalavia                                                                                             | Indicado  |
| 2018 | Troféu Internet             | Melhor Atriz                                 | Sophie Charlotte                                                                                          | Indicado  |
| 2018 | Troféu Internet             | Melhor Ator                                  | Renato Góes                                                                                               | Indicado  |
| 2018 | Prêmio Extra de Televisão   | Melhor Novela                                | Ângela Chaves e Alessandra Poggi                                                                          | Indicado  |
| 2018 | Prêmio Extra de Televisão   | Melhor Ator                                  | Renato Góes                                                                                               | Indicado  |
| 2018 | Prêmio Extra de Televisão   | Melhor Ator Coadjuvante                      | Gabriel Leone                                                                                             | Indicado  |
| 2018 | Prêmio Extra de Televisão   | Melhor Atriz Coadjuvante                     | Julia Dalavia                                                                                             | Indicado  |
| 2018 | Prêmio Extra de Televisão   | Melhor Ator/Atriz Mirim                      | Xande Valois                                                                                              | Indicado  |
| 2018 | Prêmio Extra de Televisão   | Tema de Novela                               | "Aos Nossos Filhos" (Sophie Charlotte, Renato Góes, Gabriel Leone, Daniel de Oliveira e Maria Casadevall) | Indicado  |